# Genezis
Genezis és una pel·lícula dramàtica hongaresa del 2018 dirigida per Árpád Bogdán. Es va projectar a la secció Panorama del 68è Festival Internacional de Cinema de Berlín. S'ha doblat i subitulat al català.

## Repartiment
- Milán Csordás com a Ricsi
- Anna Marie Cseh com a Hanna
- Eniko Anna Illesi com a Virág
- Lídia Danis com a Mira